# Polypótamo
Polypótamo (Polypotamo, Nereti) är en ort i Grekland.   Den ligger i prefekturen Nomós Florínis och regionen Västra Makedonien, i den norra delen av landet, 400 km nordväst om huvudstaden Aten. Polypótamo ligger 948 meter över havet och antalet invånare är 314.
Terrängen runt Polypótamo är lite bergig. Runt Polypótamo är det ganska glesbefolkat, med 23 invånare per kvadratkilometer. Närmaste större samhälle är Florina, 8,0 km nordost om Polypótamo. I omgivningarna runt Polypótamo växer i huvudsak lövfällande lövskog.